# نهضة سومر

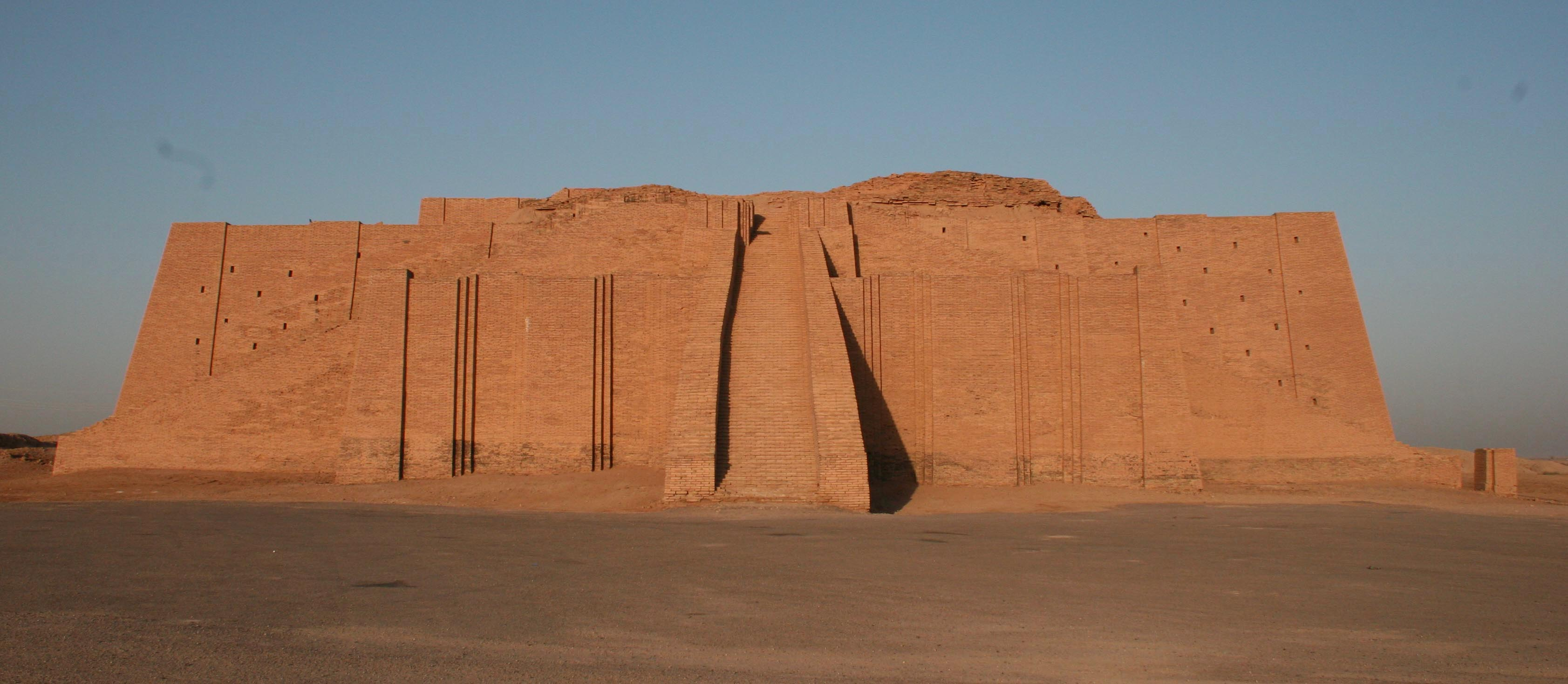
زقورة أور

عصر النهضة السومري هو فترة من تاريخ بلاد ما بين النهرين تشمل السنوات بين سقوط الإمبراطورية الأكدية وفترة السلالات الأمورية في إيسن ولارسا - وكلاهما بحكومات من أصل سامي - بين القرنين 22 قبل الميلاد و 21 قبل الميلاد. في هذه المرحلة تبرز سنوات ما يسمى بالسلالة الثالثة من أور أو "أور الثالثة"، بسبب الهيمنة الجديدة التي من شأنها أن تشمل كل بلاد ما بين النهرين، هذه المرة مع مدينة أور على رأسها.

## سومر تنجو من الغزو الجوتي

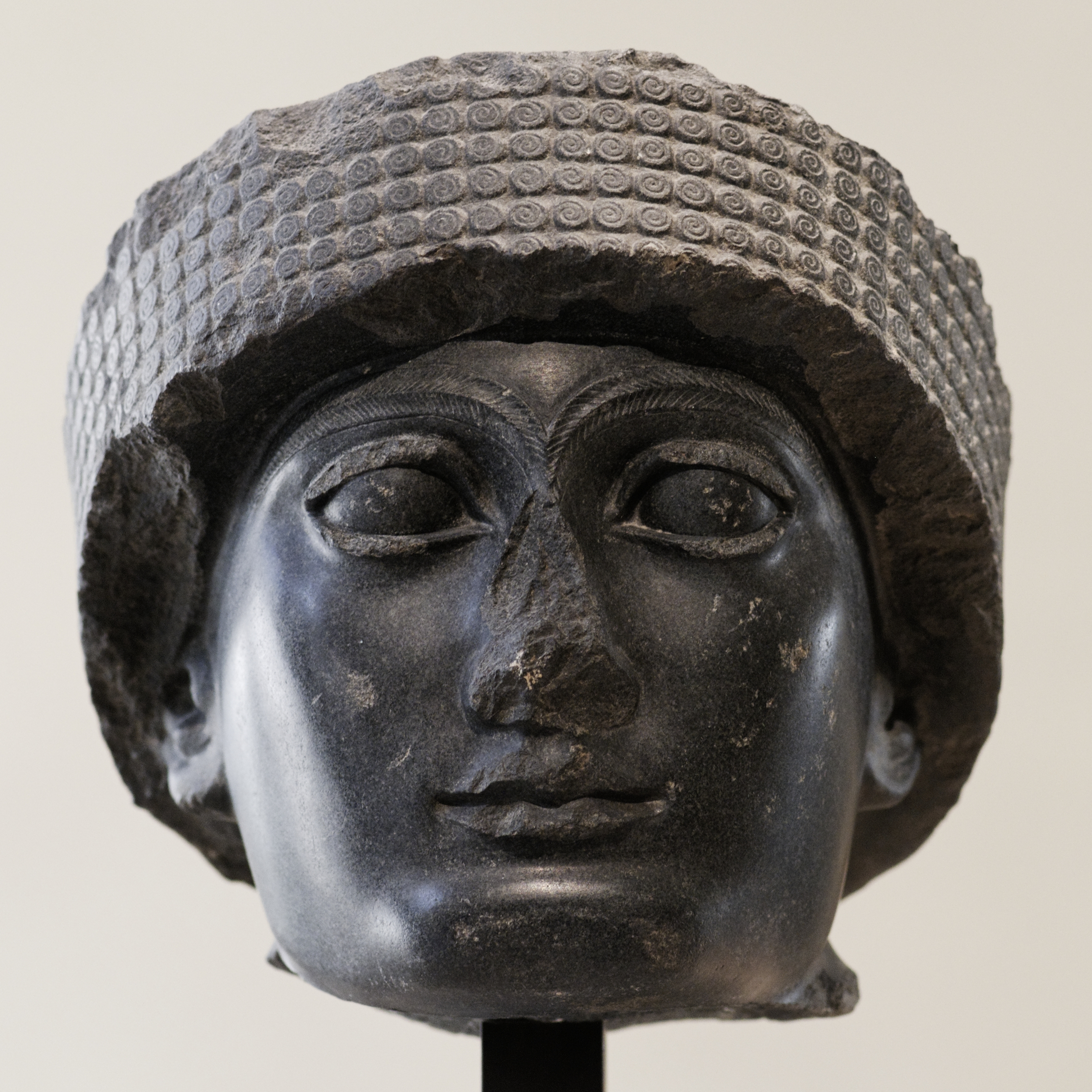
تمثال كوديا، باتيسي أو حاكم لجش، في متحف اللوفر. صُنع التمثال من الديوريت، وهو مادة صلبة استوردتها المدن من وادي السند، الواقع على بُعد حوالي 2000 كيلومتر شرق بلاد ما بين النهرين.

على الرغم من غزو الجوتيين الرحل، الذين أثاروا النهب المستمر، ودمروا المدن والحقول، وجعلوا التجارة صعبة، فإن نهاية الإمبراطورية الأكدية لم تجلب الانحطاط، على الأقل في الجزء الجنوبي من بلاد ما بين النهرين. نظمت المدن المختلفة في ممالك صغيرة. حافظت أكد نفسها، العاصمة الإمبراطورية السابقة، على دولة صغيرة في الأراضي القريبة منها، والتي نجت لمدة 30 عامًا، حتى غزاها البدو. بعد ذلك، افترض هيمنة أوروك لأنها سميت بهذا الاسم في قائمة ملوك السومريين، ولكن بصرف النظر عن الأسماء الواردة في القائمة، لا توجد بيانات أخرى لتأكيدها أو نفيها.

## لكش
من هذه الفترة، فإن التاريخ الأكثر شهرة هو تاريخ لكش: أولاً أسماء ensi، التابعين لسرجونيد أكد معروفة: Kikuid المعاصر لريموش، Engilsa المعاصر لـ مانيشتوشو Ura المعاصر لـ نارام سين و Lugalshumgal المعاصر لكل من نارام سين و شار كالي شاري. لاحقًا، من المعروف عن سلسلة من الحكام الذين كان من الممكن أن يكونوا تابعين لأوروك: Puzurmama و Urutu و Urmama و Lubau و Lugula و Kaku. بعدهم، حققت المدينة الهيمنة في المنطقة، فيما يسمى بالسلالة الثانية لكش: أوربابا و كوديا و Urningirsu و Pirigme و Urgar و Mammakhani؛ الذين يمثلون خلافة عائلية مستمرة (من الأب إلى الابن أو من الحمو إلى صهره).
أوربابا (2164 ب. ج. إلى 2144 ب. كان الملك ج. أول من مارس الهيمنة على الحكم؛ فعُيّنت ابنته إينانبيدا كاهنةً للإلهة نانار في أور، مما قد يشير إلى سيطرتها على هذه المدينة. وفي عهد كوديا، سُجِّلت سيطرة لجش على نيبور، وأداب، وأوروك، وباد تيبيرا.
على الرغم من أن لكش شنّ خلال فترة حكمه حملةً غزويةً على عيلام، يُعتقد أن كوديا كان ملكًا مسالمًا نسبيًا، مهتمًا بالتجارة أكثر من الغزو. وهكذا، يُشيد نقشٌ بنجاحه في إعادة فتح التجارة "من البحر الأعلى إلى البحر الأدنى"، ويُعرف عنه أنه حافظ على علاقات تجارية مع مناطق الأخشاب في سوريا ولبنان الحاليتين؛ ومع ماجان، في عُمان الحالية، ومع وادي السند، الذي استُخرج منه الديوريت والنحاس والذهب. استُخدمت جميع هذه المواد في النحت المتقن الذي ميّز هذه الفترة، وأبرزها تماثيل الملك العديدة. صُممت هذه المنحوتات خصيصًا لتزيين المعابد، التي خضعت لعمليات إعادة بناء كبيرة في عهد كوديا. من بين هذه المباني، يبرز معبدا نينجيرسو (اللذان فُقدت آثارهما في الحفريات الأولى) ونانشي، اللذان، وفقًا لنقش، أقامهما كوديا بعد ظهور إلهي في المنام. استمر الرخاء مع الملكين أورنيجيرسو وبيريجمي.

## سلالة أور الثالثة
خلال الفترة اللاحقة، كانت أوروك، مع حكم أوتو حيكال، هي التي اكتسبت مكانة مهيمن. هزم الملك الجديد زعيم الجوتيين الرحل، تيريكان، الذي أُسر، وبعد ذلك نصب نفسه "ملكًا للمناطق الأربع". خلف أوتو حيكال أور نمو، الذي لا يُعرف ما إذا كان ينتمي إلى سلالته أم كان مغتصبًا. وقد تكهنوا بأنه قد يكون أخاه. سعى الملك الجديد إلى تحقيق اللقب الذي ورثه؛ فهاجم المدن المجاورة وغزا نيبور وأوروك ولارسا وأور وإريدو ولجش، التي قُتل ملكها نامهني. بعد ذلك، قرر نقل عاصمة دولته من أوروك إلى أور، مؤسسًا سلالة جديدة؛ سلالة أور الثالثة. السبب وراء هذه الخطوة غير واضح، على الرغم من أنه من المحتمل أن أور نمو كان حاكمًا لهذه المدينة قبل توليه عرش أوروك.

امتداد إمبراطورية سلالة أور الثالثة (يقع الشمال على اليمين)

- أطلق أور نمو على نفسه لقب "ملك سومر وأكد"، على الرغم من أن حدود مملكته غير معروفة بدقة. عُثر على نقوشه في العديد من المدن السومرية - نيبور، لكش، أوروك، لارسا، أريدو، وأور - وحتى في أعالي نهر ديالى،[6] ولكن لم يُعثر على أي منها في أكد، لذا من المحتمل أن اللقب كان تشريفيًا أكثر منه حقيقيًا. خلال عهده، نُفذت إصلاحات: كُتب ما يُسمى بقانون أورنمو، ووُحّدت التشريعات، وحُدّدت قيمة العملات المتداولة، وشُقّت القنوات، وأُعيد بناء المعابد.[7]

- ابنه وخليفته شولجي، عزز المملكة خلال حكمه الذي دام 48 عامًا. ركز في أول 23 عامًا من حكمه على المهام الإدارية: فقد قدم الغور (200 لتر) كمقياس للحجم، وأعاد بناء العديد من المعابد، وأصلح الجيش من خلال إنشاء فيلق من الرماة، وأعاد بناء مدينة دير، على الحدود الشرقية للإمبراطورية. كان على شولجي أن يواجه الصراعات الأولى على هذه الحدود. لمدة أربع سنوات اشتبك مع الشعوب شبه الرحل التي تسكن جبال زاغروس جنوب الزاب السفلي. سعيًا للحصول على دعم عيلام في الصراع، زوج شولجي ابنته من حاكم أنشان. فشلت الدبلوماسية، وبعد أربع سنوات واجهت إمبراطورية أور عيلام؛ منتصرة بعد عامين من الحرب. تلت الصراع فترة جديدة من السلام استمرت تسع سنوات، وبعدها شكلت جميع الشعوب شبه الرحل في زاغروس تحالفًا هاجم الإمبراطورية مرة أخرى.[7]

- كان خليفة شولكي، أمار سين، هو من نجح في إخماد هذا الصراع الجديد. ومن بين أفعاله فتح وتدمير أربيل (أوربيلوم بالسومرية) على ضفاف نهر الزاب السفلي. ساد السلام النسبي بقية عهده، على الرغم من تزايد وصول البدو الرحل من الصحراء العربية، الذين استقروا في المنطقة الوسطى من بلاد ما بين النهرين، أو أكد.[8]

- وهكذا، خلفه شو سين (2036 ب. ج.-2028 ب. ج) قاموا ببناء نظام تحصين بطول 270 كم، يسمى جدار مارتو، والذي كان من المفترض أن يوقف غارات المارتو أو الأموريين والتيدنوم (أو التيدانوم)، وهي قبيلة سامية بدوية أخرى.

- كان إبي سين ، شقيق شو سين، آخر حكام السلالة. وعلى الحدود الغربية، اخترق الأموريون الحواجز بقطع الطرق أمام التجارة وإتلاف المحاصيل. وتسبب هذا الدمار في مجاعات في المدن المركزية للإمبراطورية، مما أدى إلى تمردات واستسلام العديد منها. وفي هذه الحالة، ترك شو سين قيادة المناطق الحدودية لمسؤول يُدعى إشبي إيرا، الذي كان حاكم ماري حتى ذلك الحين.[9] وبعد هزيمة الملك أمام العيلاميين، ثار إشبي إيرا نفسه ضد الإمبراطورية، وأسس سلالة خاصة به في إيسن، شمال أور. وفي القرن الحادي والعشرين قبل الميلاد، سقطت أور نفسها في أيدي البدو الرحل من زاغروس، الذين دمروا المدينة ونهبوا المعابد ودمروا المنازل.[7][8]

## السلالات الأمورية

### إيسن

إيسن وبابل في عهد سلالة الكيشيون، القرن الثالث عشر قبل الميلاد

لم تُخلف إمبراطورية أور دولة أخرى شملت كامل بلاد ما بين النهرين. ومع ذلك، لا يبدو أن هذه كانت فترة فوضى ودمار اجتماعي. كان إشبي إيرا، بمملكته المتمركزة في إيسن، هو من حقق السيادة على جزء كبير من المدن السومرية، في هيمنة جزئية استمرت نصف قرن. في السنوات الأولى من حكمه، نجح في نزع سلاح عصابات قطاع الطرق الرحل التي أعاقت التجارة مع المناطق الواقعة شمالًا، وبعد ذلك أعقب ذلك فترة من السلام استمرت خلال حكم خلفائه.

### لارسا
لم تكن بعض المدن السومرية خاضعة لسيطرة سلالة إيسن. ومن عهد لبت عشتار، بدأت إحداها تبرز: لارسا. برز ازدهار لارسا حوالي القرن العشرين قبل الميلاد، عندما غزا الملك غنغنوم عيلام ووادي ديالى، وأخيرًا مدينة آشور القديمة. وبعد حوالي خمس سنوات، وبعد غزو مدينة أور، أطلق غنغنوم على نفسه لقب "ملك سومر وأكد". واصل خليفته أبيصار توسع المملكة، فاحتل مدينتي كيش وأكوسوم الأكديتين، بالإضافة إلى نيبور. وفي وقت مبكر من القرن التاسع عشر قبل الميلاد، حاول الملك أمار سين ملك إيسن كبح تقدم لارسا بغزو أور ونيبور، لكن مبادرته لا بد أنها باءت بالفشل، إذ بحلول منتصف القرن، كانت إيسن قد فقدت جميع الأراضي الواقعة خارج المدينة نفسها.

### بابل
خلال سلالة لارسا الأولى، أسست مدينة بابل، وهي مدينة غير مهمة حتى ذلك الحين، إمارة في إقليم أكد، إلى الشمال، والتي شملت مدن سيبار ودلبات وكازالو. وفي الجنوب، لم تكن سيطرة لارسا كاملة أيضًا، وفي أواخر القرن التاسع عشر قبل الميلاد، أثناء حكم ريم سن الأول، ثار تحالف من المدن ضد سلطته. ومن بين المدن المتمردة كانت أوروك وإيسن وبابل أيضًا. سقطت المدينتان الأوليتان في القرنين التاسع عشر والثامن عشر قبل الميلاد والثامن عشر قبل الميلاد على التوالي. تولى ملك جديد، حمورابي، عرش بابل بينما كان ريم سن يستعد للغزو. لم يمنع الملك الجديد خطط ريم سن فحسب، بل هزمه تمامًا، وبعد ذلك سيتولى غزو بلاد ما بين النهرين بأكملها تقريبًا، مشكلاً ما يسمى بالإمبراطورية البابلية القديمة.

## الإدارة

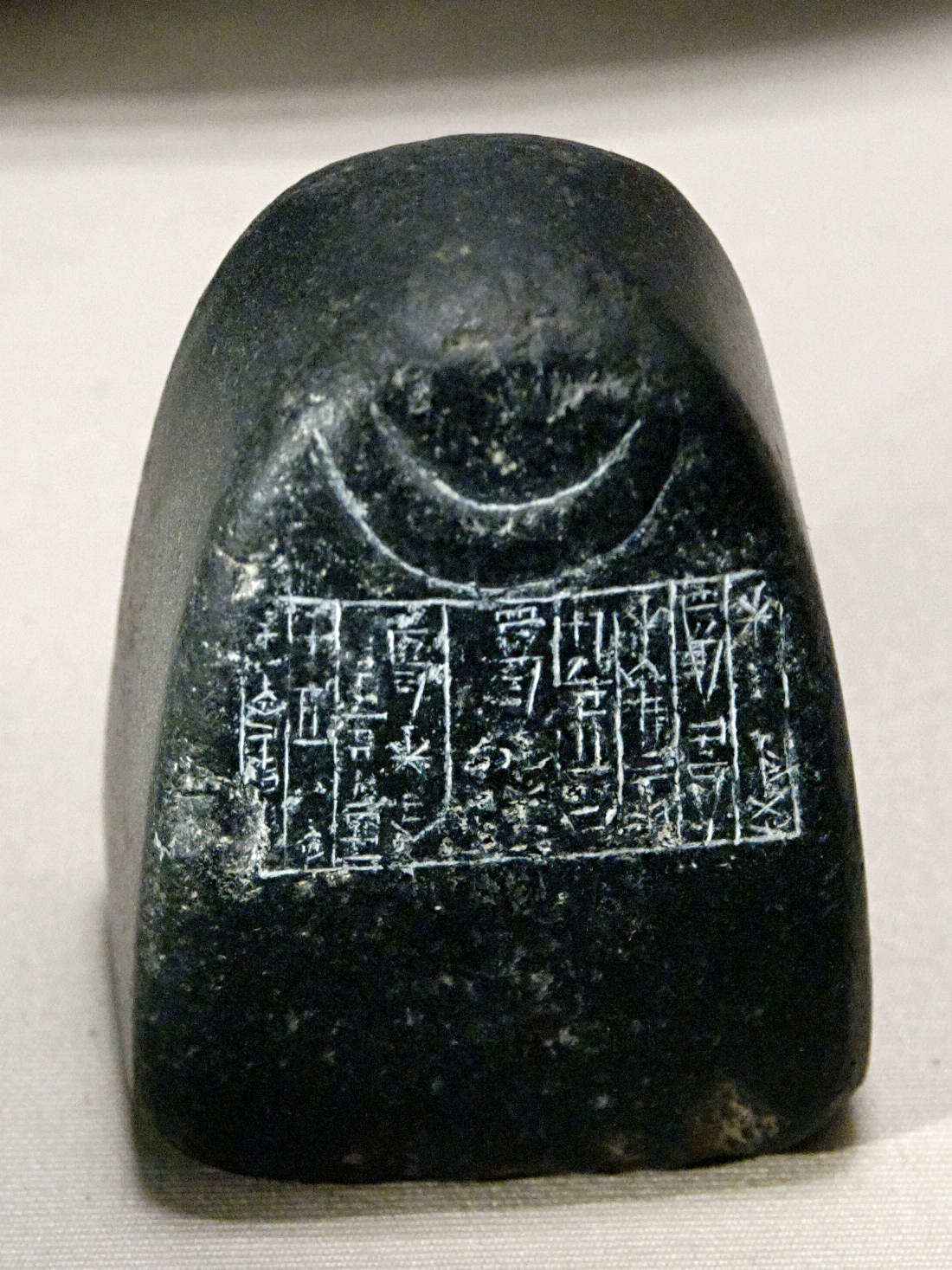
وزن مرجعي نصف مينا، وهي وحدة قياس كانت تعادل ٢٤٨ غرامًا. يحمل توقيع الملك شولجي، ويحمل شعار إله القمر نانار.

خلال إمبراطورية أور، تطورت بيروقراطية مهمة، كما هو موضح في مئات الآلاف من الألواح التي عثر عليها والتي تعكس جميع أنواع الأنشطة: العقود والمحاسبة والرواتب وجداول العمل وحجوزات التموين وسجلات الضرائب وما إلى ذلك. نفذ هذا العمل الإداري من قبل مسؤولين أشرف على عملهم مسؤولون آخرون أعلى رتبة مثل آغا-وش (الشرطة) أو نو-باندا (المفتش) أو ماشكيم (المفوض). ولتوحيد سجلات المناطق المختلفة، إنشأ نظام للقياسات القياسية و ابتكر تقويم جديد يحدد كل عام ببعض الأحداث المهمة التي تحدث فيه.
قُسِّمت المنطقة إلى مناطق مختلفة، كان يُشرف عليها حاكم عسكري (شاغين) وحاكم مدني (إنسي). وتفاوتت صلاحيات كلٍّ منهما باختلاف المناطق، ولكن عمومًا، كان الإنسي مُكرَّسًا لمهام مثل العدالة، وتقديم القرابين للمعابد، ودفع الرواتب. وفي بعض المناطق الحدودية، كان الشاغين مسؤولًا أيضًا عن المهام الزراعية والبنية التحتية للري.
كان نظام البريد جزءًا مهمًا آخر من إدارة الدولة، إذ كان يشتمل على شبكة متكاملة من المواقع البريدية والطرق. وكان ينقل البضائع السُكّال، وهم مسؤولون رفيعو المستوى يعملون تحت إمرة السُكّالما، مدير مكتب البريد.

## الاقتصاد

مناطق إنتاج المعادن المستخدمة في بلاد ما بين النهرين. ورغم افتقار المنطقة إلى رواسب معدنية خاصة بها، إلا أن سكانها هم من سيطروا على هذه السلعة من خلال التجارة.

كما هو الحال في الإدارة، كان الاقتصاد في عصر أور مركزيًا للغاية. سيطرَت الدولة إلى حد كبير على الإنتاج الزراعي، حيث خصصت جزءًا كبيرًا منه لصيانة المعابد. أما جزءٌ آخر من هذه الصيانة فكان من مسؤولية المدن. ولتنظيم جميع القرابين، أمر شولجي ببناء مستودع كبير في دريهم، بالقرب من نيبور.
من بين الأنشطة الصناعية والتصنيعية، برز إنتاج المنسوجات، الذي كانت النساء يقمن به بشكل رئيسي.  وبشكل عام، كان الحرفيون ينتمون إلى طبقة الإرن، التي كانت تتألف في معظمها من عبيد الحرب. في عصر أور، كان جزء كبير من هؤلاء العبيد من أصل عيلاميّ، نظرًا للحروب العديدة التي خاضها هؤلاء الناس مع السومريين. ورغم أن الإرن كانوا يتمتعون بحرية قانونية أقل من الطبقات الأخرى، إلا أن وضعهم كان قابلًا للتحسن وفقًا لقدراتهم.
كان من بين الأنشطة التجارية استيراد المعادن، بالإضافة إلى تجارة العاج والأحجار الكريمة والأخشاب. وقد جاءت معظم هذه المواد عبر طريق الخليج العربي، انطلاقًا من ماجان (في عُمان حاليًا) ووادي السند. كما استُورد النحاس من شبه جزيرة الأناضول، والفضة من عيلام.
ظلت طريقة التبادل قائمةً بشكل أساسي على المقايضة، حيث ساهم سكان بلاد ما بين النهرين بسلع مثل القماش والصوف والتمر. ومع ذلك، بدأ استخدام النقود يكتسب شعبيةً أيضًا خلال هذه الفترة. 

## المجتمع
خلال فترة أور الثالثة، أُعيد تأكيد تقسيم جديد وفقًا للوضع الاقتصادي لكل فرد، على أساس الحقوق القانونية للمواطن - التي ميزت بين العبيد والأحرار. وهكذا، بين الأحرار، تميز بين المشدّة أو ما يُعرف لاحقًا باسم "المشكنوم" وحكام المجتمع، بينما لم تكن الطبقة الدنيا من العبيد تحديدًا، بل من الإرن، المكون من جميع أنواع العمال الذين شاركوا قدرتهم الاقتصادية المنخفضة. قد يكون الإرن عبيدًا أو لا، لكنهم ما زالوا يفتقرون إلى العديد من الحقوق، مثل حرية التنقل دون إذن من مشرفهم.
مع ذلك، لم تكن العبودية مرتبطة بالضرورة بأسلوب حياة متواضع، إذ تميّزت فئات العبيد بدورها. كان العبيد (أو الـ "إير" أو "جيمي") يعملون في الأعمال المنزلية والخدمية، ولم يكن عملهم عمومًا أثقل من عمل المواطنين ذوي الحقوق القانونية الأكبر. ينحدر جزء من أفراد هذه الطبقة من عائلات فقيرة، منحهم آباؤهم إياهم لضمان وضع اقتصادي أفضل.
مع ذلك، عانت مجموعة أخرى من العبيد، تُدعى نامرا، من وضعٍ أكثر خطورة. كان النامرا عمومًا أسرى حرب، وينتمون بالكامل إلى طبقة الإرين. كانت المهام التي أدوها، والتي كانت أثقل عمومًا من مهام المجموعات الأخرى، تشمل بناء البنية التحتية أو حتى المهام العسكرية.